# Евстратов, Евгений Вячеславович
Евгений Вячеславович Евстратов  — кандидат физико-математических наук, специалист в области радиоэлектронной техники. В прошлом — заместитель Генерального директора ОАО «Финтех» (2012—2016), заместитель генерального директора Государственной корпорации по атомной энергии «Росатом» (2008—2011), заместитель руководителя Федерального агентства по атомной энергии (2008), старший научный сотрудник Института проблем безопасного развития атомной энергетики РАН Архивная копия от 28 мая 2017 на Wayback Machine (1991—2007) и Института атомной энергии им. И. В. Курчатова (1984—1991). Им опубликовано более 40 научных трудов. Награжден ведомственными и государственными наградами, в том числе почетным знаком в память о ликвидации аварии на Чернобыльской АЭС.

## Биография
Евгений Вячеславович Евстратов   родился 10 июля 1961 года в городе Ангарске Иркутской области. В 1978 году окончил среднюю школу № 10 г. Ангарска с золотой медалью. В 1978 году поступил на факультет проблем физики и энергетики Московского физико-технического института, который окончил в 1984 году, получив диплом по специальности «Экспериментальная ядерная физика».
С 1984 по 1991 год Евстратов работал в филиале Института атомной энергии имени И. В. Курчатова (ныне — ТРИНИТИ) в городе Троицке Московской области. Занимал должности инженера, младшего научного сотрудника и научного сотрудника. Занимался физикой взаимодействия лазерного излучения с веществом, включая термоядерный синтез, принимал участие в работах по ликвидации последствий аварии на Чернобыльской АЭС. C 1988 года учился в аспирантуре этого же института и в 1991 году защитил диссертацию, став кандидатом физико-математических наук.
В том же году перешел на работу в Институт проблем безопасного развития атомной энергетики Российской Академии наук (ИБРАЭ РАН). Принимал участие в создании и функционировании ситуационных кризисных центров для экспертной поддержки принятия решений в чрезвычайных ситуациях, в частности, в рамках Глобального партнерства группы G8 и международных организаций в области ликвидации ядерного наследия отвечал за создание регионального аварийно-технического центра по мониторингу радиационной обстановки и содействию в принятии решений на случай радиационных аварий при правительстве Мурманской области совместно с Европейским банком реконструкции и развития. Занимал должность старшего научного сотрудника, а в 1992 году стал заместителем директора ИБРАЭ РАН по организационно-экономической работе.
В декабре 2007 году Евстратов ушёл из ИБРАЭ РАН, а в январе 2008 года стал заместителем руководителя Федерального агентства по атомной энергии, а впоследствии — заместителем Генерального директора по ядерной и радиационной безопасности Государственной корпорации по атомной энергии «Росатом». Вошёл в Правление «Росатома» (вместе с другими заместителями генерального директора) и стал заместителем Председателя научно-технического совета Госкорпорации, а так же членом Правительственной комиссии по чрезвычайным ситуациям и ликвидации последствий стихийных бедствий. В феврале 2010 года Евстратов был также назначен директором Дирекции по ядерной и радиационной безопасности «Росатома». Работая в Госкорпорации, занимался вопросами захоронения радиоактивных отходов, обращения с отработанным ядерным топливом, а также всем тем, что было связано с выводом из эксплуатации отслуживших свой срок атомных объектов. В частности курировал предприятие, занимающееся эксплуатацией атомных ледоколов ФГУП «Атомфлот» в Мурманской области. Он отвечал за международное научно-техническое сотрудничество в области обеспечении ядерной и радиационной безопасности, включая координацию работ в рамках Глобального партнерства группы G8 и международных организаций. Является одним из инициаторов и главных разработчиков одного из фундаментальных правовых нормативно-правовых актов, направленных на преодоление проблем ядерного наследия гонки вооружений и перспективного развития атомной энергетики России: Федерального закона об обращении с радиоактивными отходами (подписан президентом РФ Д. Медведевым в июле 2011 года)) и законопроекта об отработанном ядерном топливе, а также неоднократно давал прессе интервью на эту тему
В июле 2011 года против Евстратова было возбуждено уголовное дело по материалам, сфабрикованным сотрудниками ГУЭБ и ПК МВД РФ, возглавляемым в то время Сугробовым Д. А. Операцией руководил лично Колесников Б. Б., следствие возглавляла старший следователь по ОВД СЧ ГУ МВД ЦФО Михайлова Е. А. В настоящий момент Сугробов Д. А. и Колесников Б. С. отстраненны от должности и осуждены за организацию преступного сообщества.
Следствие было закончено менее чем за месяц. Неадекватные сроки и очевидная фальсификация материалов в дальнейшем предопределили судьбу дела, как и многих других дел, инициированных указанными выше лицами. На первом же заседании суда материалы уголовного дела были возвращены Генеральному прокурору РФ в связи с допущенными существенными нарушениями закона. Президиум Московского городского суда подтвердил законность вынесенного Замоскворецким районным судом решения.
Следственная часть ГУ МВД РФ, расследовавшая дело, была расформирована в 2014 году в связи с выявленными грубыми нарушениями закона, и дело Евстратова Е. В. было передано в ГСУ ГУ МВД РФ по г. Москве. Рассмотрев полученные материалы, ГСУ возобновило следствие. Были проведены необходимые следственные действия: допросы, очные ставки, экспертизы. В результате в августе 2016 года СЧ ГСУ ГУ МВД РФ было вынесено постановление о прекращении уголовного преследования Евстратова Е. В. в связи с отсутствием в деянии состава преступления.
В настоящее время[уточнить] работает в области радиоэлектронной техники.